# 埃芙爾·克尼芙爾

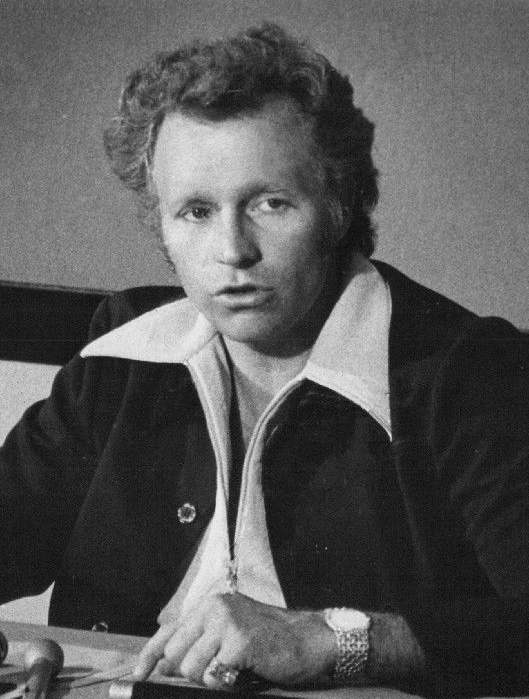
埃芙爾·克尼芙爾

埃芙爾·克尼芙爾（1938年10月17日—2007年11月30日），是一位美国特技演员和艺人。他生于蒙大拿州布特。他後來在华盛顿州开了一家本田技研工業摩托车经销店，但因為經營不善而关门，之後又在一家摩托车店上班，在那里他學會了越野摩托车特技。他後來因糖尿病和特发性肺纤维化去世。